# Pierre Alonzo
Pour les articles homonymes, voir Alonzo.
Pierre Alonzo, né le 27 mars 1940 à Meknès (Maroc) et mort le 18 septembre 2024, à Grasse, est un footballeur français actif entre 1965 et 1975 jouant au poste de milieu défensif. Il se reconvertit en entraîneur entre 1975 et 2001. 
Son fils, Jérôme Alonzo, est gardien de but professionnel de 1990 à 2010.  
De novembre 1975 à 1976, il est le responsable du Centre de formation du Paris Saint-Germain.
Dans les années 2000, il est observateur pour l'OGC Nice.

## Biographie
Pierre Alonzo réalise ses premières saisons au haut niveau en Algérie avant de rejoindre la France et Perpignan. Après un passage par l'équipe B du Red Star Football Club, il reste huit saisons au Rapid de Menton. Il finit sa carrière chez les professionnels de l'AS Cannes avec laquelle il joue 27 matchs.
En 1975, Pierre Alonzo entraîne l'US Saint-Tropez avant de devenir responsable du centre de formation du Paris Saint-Germain Football Club. 

## Carrière de joueur
- Aïn Témouchent
- Perpignan FC
- Red Star (réserve)
- 1965-1967 : AS Cannes
- 1967-1975 : Rapid de Menton[4]

## Carrière d'entraîneur
- 1975 :  US Saint-Tropez
- 1980-1981 :  Périgueux FC
- juil. 1989-oct. 1989 :  OGC Nice

### Adjoint ou entraîneur des jeunes
- 1976-1977 :  Paris Saint-Germain (réserve)
- 1977 :  Paris Saint-Germain (avec Ilja Pantelić)[5]
- 1977-1978 :  Paris Saint-Germain (réserve)
- 1978 :  Paris Saint-Germain
- 1978-1979 :  Paris Saint-Germain (réserve)
- 1979 :  Paris Saint-Germain (adjoint)
- 1979 :  Paris Saint-Germain (intérim avec Camille Choquier)
- 1979-1980 :  Paris Saint-Germain (adjoint)
- 1981-1984 :  SC Bastia (réserve)
- 1984-1992 :  OGC Nice (réserve)
- 1992-1994 :  AS Cannes (adjoint)
- 1994-1996 :  Paris Saint-Germain (adjoint)
- 1996-2000 :  Athletic Bilbao (adjoint)
- 2000-2001 :  Paris Saint-Germain (adjoint)

## Palmarès de joueur
- Vice-champion de France D3 en 1972 avec Menton